# Río Bullent
El río Bullent o Vedat es un curso de agua del este de la península ibérica, que desemboca en el Mediterráneo. Discurre por las provincias españolas de Alicante y Valencia.

## Descripción
El río, cuyo curso discurre por la Comunidad Valenciana, tiene su origen en el «Clot de les Aigües» y desagua en el mar Mediterráneo, cerca de Oliva, tras atravesar la marjal de Pego-Oliva. El río, conocido como «Bullent» o «Vedat», aparecía también referido en el siglo XIX con la denominación alternativa de «Calapatar».
Aparece descrito en el cuarto volumen del Diccionario geográfico-estadístico-histórico de España y sus posesiones de Ultramar de Pascual Madoz con las siguientes palabras:

BULLENT: r. de la prov. de Alicante, part. jud. de Pego. Nace en el térm. de este pueblo junto al de Oliva al pie del monte llamado Tosal Roig entre N. y E. En su curso va recibiendo otros manantiales de poca consideracion; se introduce luego en el térm. de Oliva, y á 1/2 hora de este desagua en el mar. Cria pescado con alguna abundancia, como barbos, anguilas, etc.; y tiene 2 puentes de mediana construccion, llamado el uno de San Pedro de Oliva y el otro de Bullent. En sus riberas se encuentra una casa ant. denominada Calapatar, por cuyo motivo quizás se reconoce tambien este riach. con dicho nombre. Parte de sus aguas riegan una gran porcion de tierras destinadas principalmente al cultivo del arroz, desde que en 1839 se dió al competente permiso para ello.
(Madoz, 1846, p. 496)

Figura, asimismo, en el Novísimo diccionario geográfico, histórico, pintoresco universal (1863) de la siguiente manera:

BULLENT, rio de España, provincia de Alicante, partido de Pego y desagua en el mar, cerca de Oliva. Cria pescado con alguna abundancia.